# Курукал
Курукал (рос. Курукал) — село Ахтинського району, Дагестану Росії. Входить до складу муніципального утворення Сільрада Сільрада «Ахтынский».
Населення — 878 (2010).

## Населення
За даними перепису населення 2002 року в селі мешкало 828 осіб. У тому числі 412 (49,76 %) чоловіків та 416 (50,24 %) жінок.
Переважна більшість мешканців — лезгини (100 % від усіх мешканців). У селі переважає лезгинська мова.